# Хутір Шинери
Хутір Шине́ри (рос. Хутор Шинеры, чув. Çĕнĕ Акчура) — присілок у складі Цівільського району Чувашії, Росія. Входить до складу Конарського сільського поселення.
Населення — 14 осіб (2010; 17 у 2002).
Національний склад:
- чуваші — 100 %